# Bernard Brunhes

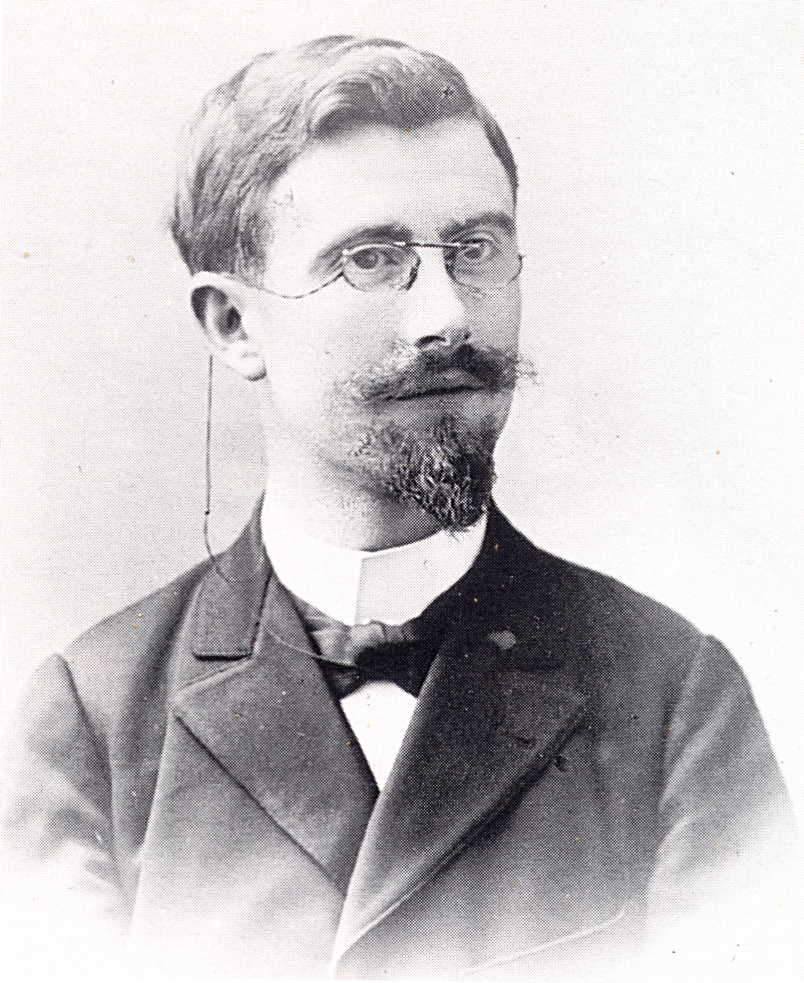
Bernard Brunhes

Bernard Brunhes (* 3. Juli 1867 in Toulouse; † 10. Mai 1910 in Clermont-Ferrand) war ein französischer Geophysiker, ein Pionier des Paläomagnetismus und Direktor des Observatoriums auf dem Puy de Dôme von 1900 bis 1909. Er entdeckte 1906 bei der Untersuchung der Magnetisierung von vulkanischen Gesteinsproben, dass das Erdmagnetfeld sich im Laufe der Erdgeschichte umpolte.
Brunhes studierte an der École normale supérieure mit einem Abschluss (Agrégé) in Physik. Er war ab 1893 (nachdem er 1893 über innere Reflexion in Kristallen promoviert hatte) Maitre de Conférence an der Universität Lille und unterrichtete 1893 bis 1895 Physik und Elektrotechnik am Institut industriel du Nord (École Centrale de Lille). Danach war er Professor an den Universitäten von Dijon und Clermont-Ferrand. Im November 1900 wurde er Direktor des etwa 15 km von Clermont-Ferrand entfernten Observatoriums auf dem Puy de Dôme im Zentralmassiv, das sich auf einem ehemaligen Vulkan befindet. Er blieb dort bis zu seinem Tod.
1905 entdeckte er, dass die Gesteine eines Lavaflusses bei Pont Farin (damals Pontfarein) 20 km westlich von  Saint-Flour (Cantal) eine magnetische Polarität (der eingeschlossenen Eisenminerale) fast entgegengesetzt zum heutigen Erdmagnetfeld hatten. Er schloss auf eine Umpolung des Erdmagnetfeldes, eine Idee, die sich erst in den 1950er Jahren (mit paläomagnetischen Forschungen durch P. M. S. Blackett, Keith Runcorn und anderen) allgemein durchsetzte.
Mit seinem Bruder, dem Geographen Jean Brunhes (1869–1930), war er seit ihrer Gründung 1898 Mitglied der Société de la Haute-Auvergne, einer wissenschaftlichen regionalen Gesellschaft.
Mit J. Blondin gab er 1890 die Vorlesungen von Henri Poincaré über Elektrizität und Optik heraus. Er selbst veröffentlichte Vorlesungen über Elektrizität und in dem Buch La dégradation de l'energie unter anderem über die fortschreitende Waldvernichtung und Bodenerosion durch die private Nutzung kommunaler Flächen in Frankreich.

## Schriften
- Cours élémentaire d'électricité Lois expérimentales et principes généraux. Introduction à l'électrotechnique. Leçons professées à l'Institut industriel du Nord de la France, Gauthier-Villars,  1895
- Sur le principe d'Huygens et sur quelques conséquences du théorème de Kirchhoff, Lille, au siège des Facultés, 1895
- La dégradation de l'énergie, Flammarion, 1909, Nachdruck 1991
- Recherches sur la direction d’aimantation des roches volcaniques, Journal of Physique, Série 4, Band 5, 1906, S. 705–724.